# モハメド・ユスフ (ボコ・ハラム)
モハメド・ユスフ（1970年1月29日 - 2009年7月30日）は、ウスタズ・モハメド・ユスフとしても知られるナイジェリアのイスラーム過激派で、2002年にイスラム過激派組織ボコ・ハラムを創設した。2009年のボコ・ハラム蜂起で殺害されるまでリーダーを務めた。
ナイジェリア、ヨベ州ジャクスコのギルギ村で生まれたユスフは、大学で教育を受けた、その後、イスラム教について学び、サラフィー派となった。

## 思想
カリフォルニア大学サンタクルーズ校の学者ポール・ルーベックによると、ユスフは若い頃、シーア派イスラム教の指導を受け、サラフィー主義やイブン・タイミーヤの教えと結びついていた。ナイジェリアの教授フサイン・ザカリアによると、彼は大学院に相当する教育を受けていたが、ユスフは英語が堪能ではなかった。彼はイスラム法の厳格な適用を信じており、それはイスラムの預言者ムハンマドの教えに従った正義の理想を表していた。ボコ・ハラムのメンバーたちは、サラフィー主義以外のイスラム宗派のメンバーを殺害していた。2009年のBBCのインタビューで、ユスフは、地球が球体だというのはイスラムの教えに反しており、否定されるべきだという信念を述べた。また、ダーウィンの進化論も否定している。

## 私生活
ユスフには11人の子供がいた。そのうちの1人が2016年からアブバカル・シェカウに対抗してボコ・ハラムの正当な指導者だと主張しているアブ・ムサブ・アル・バルナウィだった。
メルセデス・ベンツを所有しており、ぜいたくな生活をしてると報道された。

## 死
2009年7月のボコ・ハラム蜂起後、ナイジェリア軍はユスフを捕らえた。警察はマイドゥグリの警察本部の外で、公衆の面前でユスフを即刻処刑した。警察当局は当初、ユスフは逃走中に撃たれたか、軍との銃撃戦で負った傷がもとで死亡したと主張していた。